# Fürst von Belmonte

Wappen der Familie Granito, Fürsten von Belmonte

Fürst oder Fürstin von Belmonte (italienisch Principe o Principessa di Belmonte) ist ein am 5. März 1619 von König Philipp III. von Spanien geschaffener Adelstitel des Königreichs Neapel. Der Titel ist nach der Stadt Belmonte in Kalabrien benannt.
Er wurde an die Barone von Badolato und Belmonte vergeben, die auch Grafen von Lavagna und ein Zweig der Genueser Familie Fieschi waren, welche die Päpste Hadrian V. und Innozenz IV. hervorbrachte. Die Fürsten von Belmonte waren auch Fürsten im Heiligen Römischen Reich. Weitere Titel waren Duca di Acerenza (1593), Marchese di Galatone (1562) und Conte di Copertino (1562).
Die Titel gingen von den Ravaschieri Fieschi über die Squarciafico Pinelli, die Pignatelli y Aymerich auf die Familie Granito, Marchese di Castellabate, Patrizier von Salerno (seit 1380) über. Gegenwärtiger Titelträger ist nach historischem Adelsrecht Angelo Ravaschieri Fieschi Pinelli Granito Pignatelli, Fürst von Belmonte.